# Djenné-Djenno
Djenné-Djenno (pronunție: /ˈdʒɛniː dʒʌˌnoʊ/; nume scris și: Jenne-Jeno) este un loc din Patrimoniul Mondial UNESCO localizat pe valea fluviului Niger, în Mali.